# جزر رياو
مقاطعة جزر رياو (بالإندونيسية: Kepulauan Riau)‏، هي إحدى مقاطعات إندونسيا. و عاصمتها تانجونغ بينانغ.

## جزر المقاطعة
وهي بحدود 3200 جزيرة أهمها:
- جزر ناتونا
  - جزر جنوب ناتونا
  - جزر أنامباس
  - ناتونا الكبرى ، أو (ناتونا بيسار)
  - أرخبيل تامبيلان
    - جزر باداس
- أرخبيل رياو
  - جزيرة باتام
  - جزيرة بنغوران
  - جزيرة بنتان
  - جزيرة بنينغات
  - جزيرة بولان
  - جزيرة غالانغ
  - كاريمون ، (وهي غير جزيرة كاريمون جاوة)
  - جزيرة كوندور
  - جزيرة ريمبانغ
- جزر لينقا ، وتشمل :
  - جزيرة لينقا ، مع بعض الجزر القريبة منها
  - سينغكيب ، مع بعض الجزر القريبة منها